# Sam Fröjdö
Sam Fröjdö, född 1976, är en finlandssvensk kompositör, musiker  och konstnär, bosatt i Åbo i Finland.
Fröjdö inledde sina slagverksstudier i Lappfjärds Folkhögskola (Pop/Jazz). Därefter studerade han klassiskt slagverk i Jakobstads Konservatorium och från 2000 slagverksstudier i Åbo Konservatorium, samt musikvetenskap vid Åbo Akademi. Fröjdö har - som sångare och musiker - framträtt på scener förutom i hemlandet i övriga Norden, Mellaneuropa, England och Australien.
Från 2021 arbetar han med och ger ut musik inom ett soloprojekt kallat Isle of Joy (en direktöversättning av hans svenska efternamn). Hans första album Songs from the second floor kom ut 2021.
Han har även fungerat som konstnärlig ledare och dirigent för olika körer i Åbo. År 2008 grundade han Rockskolan i Åbo.
Sam Fröjdö fick 2017 Musik & Talangs pris för att år 2008 ha grundat Rockskolan i Åbo och för sitt engagemang i musiklivet i Svenskfinland.

## Kompositioner och verk
- Själamässan Requiem för levande och döda [9] (2012-2013) för kammarensemble, stor kör och tre solister. Verket uruppfördes 2013 i Mikaelskyrkan i Åbo.
- Tricherusa [10] (2022) för barytonsolist, piano, cello, klarinett och slagverk. Verket uruppfördes under RUSK-festivalen i Jakobstad 2022. Texten till verket författad av Göran Torrkulla.
- Kammaroperan Vita Damen [11] (2013) för kammarensemble och tre solister. Fröjdö stod även för librettot.
- Tre Södergran-sånger [12] för manskör.
- Sångcykeln Dagen Svalnar [13] (2015) för sopransolist och kammarensemble.